# Borstgräsfågel
Borstgräsfågel (Schoenicola striatus) är en hotad fågel i familjen gräsfåglar inom ordningen tättingar. Den förekommer enbart på Indiska subkontinenten.

## Utseende och läten
Borstgräsfågeln är en stor (19–21 cm) gräsfågel med bred, kilformad stjärt och en kort, nästan törnskatelik näbb som framhävs av en rätt platt hjässa. Ovansidan är kraftigt streckad, med finare streckning på nedre delen av strupen. Jämfört med strimgräsfågeln har den förutom kortare och kraftigare näbb även mindre tydligt ögonbrynsstreck samt kortare och bredare stjärt med beigevit spets. Den monotona sången avges oftast i form av en cirkelformad spelflykt och återges i engelsk litteratur som "trew-treuw".

## Utbredning och systematik
Fågeln förekommer i gräsmarker på Indiska subkontinenten, från nordöstra Punjab i nordöstra Pakistan fläckvist österut över Gangesslätten till centrala Bangladesh och centrala Assam i nordöstra Indien. Den hittas även i Maharashtra i västcentrala Indien. Utanför häckningstid har den påträffats i östcentrala Indien (centrala Madhya Pradesh österut till centrala Odisha och söderut till norra Andhra Pradesh. Den behandlas som monotypisk, det vill säga att den inte delas in i några underarter.

### Släktestillhörighet
Tidigare placerades borstgräsfågeln som ensam art i släktet Chaetornis. DNA-studier från 2018 visar dock förvånande nog att borstgräsfågeln är systerart med indisk gräsfågel (Schoenicola platyurus). Författarna till studien rekommenderar att den därför inkluderas i Schoenicola.

### Familjetillhörighet
Gräsfåglarna behandlades tidigare som en del av den stora familjen sångare (Sylviidae). Genetiska studier har dock visat att sångarna inte är varandras närmaste släktingar. Istället är de en del av en klad som även omfattar timalior, lärkor, bulbyler, stjärtmesar och svalor. Idag delas därför Sylviidae upp i ett flertal familjer, däribland Locustellidae.

## Levnadssätt
Borstgräsfågeln hittas i låglänta gräsmarker med spridda buskar som brakvedsväxten Ziziphus jujuba och tamarisk. Födan består av små ryggradslösa djur. Fågeln häckar under regnperioden från maj till september.

## Status och hot
Borstgräsfågeln har en liten världspopulation på under 10 000 vuxna individer. Den minskar dessutom i antal på grund av att dess levnadsmiljö utdikas och omvandlas till jordbruksmark. Internationella naturvårdsunionen IUCN kategoriserar därför arten som sårbar.